# Rabb.it
Rabbit, también conocida como Rabb.it, consistía en una aplicación y página web dedicada al vídeo streaming lanzada en 2014, con sede en California, Estados Unidos. Su servicio permitía que múltiples usuarios exploraran y consumieran el mismo contenido simultáneamente de manera remota.
El funcionamiento de la página era el siguiente: 
En primer lugar, un anfitrión creaba una sala pública (de forma en que apareciera en la página de inicio, permitiendo que cualquier usuario se uniera) o privada (invitando a ciertos usuarios). En ella compartía contenido utilizando un ordenador virtual, el llamado "Rabbitcast," o usando la extensión de Google Chrome "Compartir en Rabbit". Cualquier archivo abierto por el anfitrión era reproducido para el resto de los participantes de la sala, junto con audio y vídeo. La web también ofrecía la opción de enviar mensajes de texto y de realizar videollamadas durante la proyección.
A diferencia de otras páginas web populares de streaming como YouTube y Netflix, Rabbit no poseía los vídeos visualizados. Estos eran accesibles a través de un ordenador virtual (el Rabbitcast, nombrado anteriormente) con un navegador, el cual podía ser usado para acceder a otras páginas web y disfrutar de  su contenido. Concretamente, el Rabbitcast consistía en un navegador Firefox compartido, propiedad de Rabbit, que podría ser visto y controlado por cualquier miembro de  la habitación. Además, el navegador de web incorporado estaba dotado de un ad-blocker pre-instalado.

## Historia
Después de un lanzamiento beta en 2013,  el cual tan solo podía ser utilizado por usuarios Apple, la compañía rediseñó Rabb.it como una aplicación web en verano de 2014.El servicio empezó a despuntar, añadiendo 400,000 usuarios a finales de año. Su crecimiento siguió en aumento, llegando a comprender alrededor 3.6 millones de usuarios activos mensuales, con una media de uso de 12.5 horas al mes, de la cual los usuarios más activos alcanzaban las 28.5. En mayo de 2019 la compañía llegó a tener 30 empleados en todo el mundo.
En julio de 2019, la CEO de la compañía, Amanda Richardson, anunció que el sitio cesaría operaciones en breves; debido al fracaso de una ronda de financiación de VC, forzando a Richardson a cortar personal y a empezar el cierre del portal. A pesar del aviso que declaraba que todos los trabajadores habían abandonado el proyecto, el sitio quedó semi-funcional hasta el 31 de julio de 2019, cuando se cerraron los servidores.
El 31 de julio de 2019,  se anunció que los bienes restantes—propiedad intelectual, software, y varias patentes—habían sido adquiridas por el servicio de streaming Kast.